# Tăng Nhật Tuệ
Lê Duy Linh, thường được biết đến với nghệ danh Tăng Nhật Tuệ (sinh ngày 24 tháng 12 năm 1986) là một nam ca sĩ, nhạc sĩ, diễn viên Việt Nam. Anh còn là người dẫn chương trình (MC) của kênh truyền hình Yeah1TV.

## Tiểu sử
Tăng Nhật Tuệ sinh ngày 24 tháng 12 năm 1986, nguyên quán huyện Đông Anh, Hà Nội. Từ khi còn nhỏ, anh đã theo học múa ba lê, học hát và nhiều sinh hoạt khác tại Cung Văn hóa Thiếu nhi Hà Nội. Năm 2003, anh đỗ vào Trường Cao đẳng Văn hóa Nghệ thuật Hà Nội, khoa thanh nhạc.
Tăng Nhật Tuệ là một người không có duyên với các cuộc thi. Năm 2006, anh từng tham gia dự thi Sao Mai điểm hẹn nhưng không lọt vào vòng chung kết. Đối với anh, đây là thất bại lớn nhất trong đời.
Tăng Nhật Tuệ cũng từng thử sức làm một ông bầu (Tang Media) với việc xây dựng các nhóm nhạc Biến tấu, X3.14, Born to rap, Horoscrope, Zero 9 và ý tưởng đào tạo những ca sĩ họ "Tăng" (Tăng Nhật Nam, Tăng Bảo Linh, Tăng Dương Dương và Tăng Anh Tuấn).

## Âm nhạc
Tăng Nhật Tuệ cũng rất đam mê âm nhạc. Cùng bạn bè, anh đã từng tham gia và thành lập các nhóm nhạc, đi hát ở các quán nhạc; trong đó có nhóm The Kids khá được biết đến.
Tăng Nhật Tuệ không học sáng tác hay nhạc cụ, mà chỉ hoàn toàn tự mày mò. Anh bắt đầu sáng tác từ năm học lớp 8 với một bản phác thảo âm nhạc mang tên Ban mai. Anh rất hâm mộ nhạc sĩ Quốc Bảo và đã từng lặn lội vào tận Sài Gòn để xin được làm học trò của ông, nhưng bị từ chối vì quá nghèo. Cái tên Nhật Tuệ từ nghệ danh Tăng Nhật Tuệ cũng là tên của con trai nhạc sĩ Quốc Bảo.
Hiện nay, Tăng Nhật Tuệ đã sáng tác hơn 150 ca khúc gồm nhiều thể loại khác nhau như rock, hip hop, rhythm and blues, jazz.... Với anh, cảm hứng sáng tác chính là những cảm nhận cơn đau, những nỗi xót xa. Đó là những trải nghiệm từ cuộc sống thực của anh trong điều kiện thiếu vắng người cha và những thiếu hụt về vật chất. Tăng Nhật Tuệ luôn có ý thức sáng tác "vị nghệ thuật" và luôn luôn ác cảm với nhạc thị trường.
Không chỉ sáng tác, Tăng Nhật Tuệ còn tự thể hiện nhiều ca khúc của mình. Theo anh: "Không tác giả nào hiểu chất giọng ca sĩ bằng mình, cũng không ai hát lên được tình cảm của ca khúc bằng cha đẻ của nó". Thế nên nếu có khả năng thì tự sáng tác, tự hát là tốt nhất. Tăng Nhật Tuệ là người có thể một mình hát đến sáu bè mà không cần đàn, có thể tự dựng hợp xướng cho cả ca khúc và chỉ cần một người hát là... chính mình.
Anh được công chúng biết đến với tư cách là một ca sĩ vào tháng 12 năm 2005 trong chương trình Bài hát Việt của VTV3, Đài truyền hình Việt Nam khi tự trình bày ca khúc của mình - Đen và trắng. Từ đó đến nay anh đã hơn 10 lần có ca khúc được trình diễn trên sân khấu Bài hát Việt.

### Sáng tác
Danh sách này không đầy đủ, bạn cũng có thể giúp mở rộng danh sách.
- Ánh sáng và bầu trời
- Anh về
- Bài hát xưa
- Bài ca sao
- Bay lên ước mơ
- Ban mai
- Cố nhớ để mà quên (Cùng Win Minh Tuấn - Zero9)
- Chạm khẽ tim anh một chút thôi
- Cho em (OST Tự sát)
- Cho em gần anh thêm chút nữa (OST Cho em gần anh thêm chút nữa)
- Dừng lại và quên thôi (OST Ai chết giơ tay - Kẻ độc hành)
- Đã hơn một lần
- Đam mê ngày mới
- Đen và trắng
- Đèn lồng đom đóm
- Đêm của con
- Đêm không màu
- Đêm nghe gió khóc
- Điều gì đến sẽ đến
- Đom đóm đêm
- Đôi cánh màu bạc (Silver wings)
- Đông Tây Nam Bắc
- Đồng thoại
- Đừng xin lỗi nữa (OST Lala - Hãy Để Em Yêu Anh) (Đặt lời Việt, tác giả: Sungkyoon Kim)
- Đường chân trời
- Em vẫn hy vọng
- Em là bà nội của anh (OST Em là bà nội của anh)
- Em không còn buồn
- Giấc mơ bị đánh cắp
- Giữ lại thanh xuân
- Hỏa xa
- Hỡi người gió bay
- Hy vọng
- Khi bình minh bắt đầu
- Khoảng cách tình yêu
- Không có bài tình ca cuối
- Không là tình nhân
- Ký ức đánh rơi (OST Gạo nếp gạo tẻ))
- Ký ức chỉ là bộ phim
- Ký ức vỡ đôi (OST Tìm vợ cho bà)
- La la ngày mới
- Mình yêu nhau từ kiếp nào (OST Ai chết giơ tay)
- Mất anh bởi tất cả những thứ em cho (OST Mất anh bởi tất cả những thứ em cho)
- Muốn khóc thật to
- Nếu như không thể nói nếu như (OST Nếu như không thể nói nếu như)
- Ngáo ngơ (OST Anh trai "say hi")
- Ngày xanh
- Ngày từ đêm trắng sinh ra
- Người trong bóng tối
- Ngưng làm bạn
- Những cô nàng xinh đẹp
- Như ngày hôm qua (LALA OST, lời việt, tác giả: Donuts Culture)
- Phố thị
- Tình nhân
- Thiên tử
- Trà chanh (feat. Ship Dee)
- Vệt áo trong mơ
- Ừ có anh đây (OST Bây giờ mới kể)
- Xuân không màu (OST Xuân không màu)
- Xuân không về (OST Xuân không màu 2)
- Xuân của mẹ (OST Xuân không màu 3)
- Yêu anh
- Yêu rồi
- Yêu như ngày yêu cuối

### Album đã phát hành
Tăng Nhật Tuệ dự định chỉ phát hành 5 album trong sự nghiệp. Sau đó, anh sẽ không đi hát nữa và sẽ làm một nhà sản xuất âm nhạc.
- Đom đóm đêm (08/2006)
- Cánh cam (12/2009)
- Silver (2011)
- Ma Kết (03/2012)
- Hy Acoustic (09/2012)
- Sài Gòn Timeline (2014)
- Level 1 (Instinct) (2015)

## Phim ảnh
Tăng Nhật Tuệ sớm bén duyên với phim ảnh khi tham gia lớp kịch của Cung Thiếu nhi Hà Nội. Anh đã đóng nhiều vai trong các bộ phim, tiểu phẩm truyền hình khác nhau, tiêu biểu như các phim "Ranh giới", "Kỉ vật", "Ngôi nhà cũ"... Đáng chú ý là các bộ phim dành cho giới trẻ như "Bộ tứ 10A8", "Chít và Pi". Trong nhiều phim (Bộ tứ 10A8, Men say, Vũ điệu xì-tin), anh còn phụ trách cả phần âm nhạc cho phim.
Những vai diễn của Tăng Nhật Tuệ cũng rất đa dạng như điên rồ (vai Nam trong Ranh giới), khác người hay thậm chí là hơi nữ tính (vai Hùng trong Chít & Pi). Tăng Nhật Tuệ đã tham gia hơn 50 bộ phim khác nhau, trong đó có 17 phim đóng vai chính. Tuy nhiên, do muốn tập trung vun đắp cho âm nhạc, Tăng Nhật Tuệ đã từng từ chối nhiều lời mời đóng phim như Chiến dịch trái tim bên phải, Bảy ngày...
Anh gây ấn tượng với vai diễn Bảo trong phim "Vũ Điệu Đường Cong" của đạo diễn Nguyễn Trọng Khoa, một cậu phó đạo diễn 'bóng lộ' vui tính, sống hết mình và luôn mơ về tình yêu đích thực.

### Các phim đã tham gia
- Vũ điệu đường cong
- Bộ tứ 10A8
- Men say
- Chít & Pi
- Đêm nhiệt đới
- Hạnh phúc mong manh
- Kỉ vật
- Lão hà tiện vui tính
- Ngôi nhà cũ
- Ranh giới
- Vỉa hè ra phố
- Tiệm bánh Hoàng tử bé
- Tiệm bánh Hoàng tử bé 2

## Giải thưởng
- Vai chính trong bộ phim "Ranh giới" của đạo diễn Vũ Hồng Sơn[10], phim được giải Cánh Diều Bạc 2002
- 3 giải thưởng trong chương trình Bài hát Việt:
  - Đen và trắng - Tháng 12 năm 2005, giải Khán giả bình chọn[10] (bình chọn qua mạng)
  - Đồng thoại - Tháng 6 năm 2007, giải Khán giả bình chọn[11]
  - Không có bài tình ca cuối - Tháng 7 năm 2007, giải Hội đồng Nghệ thuật (bài hát của tháng)[12]